# St-Wendelin (Albé)

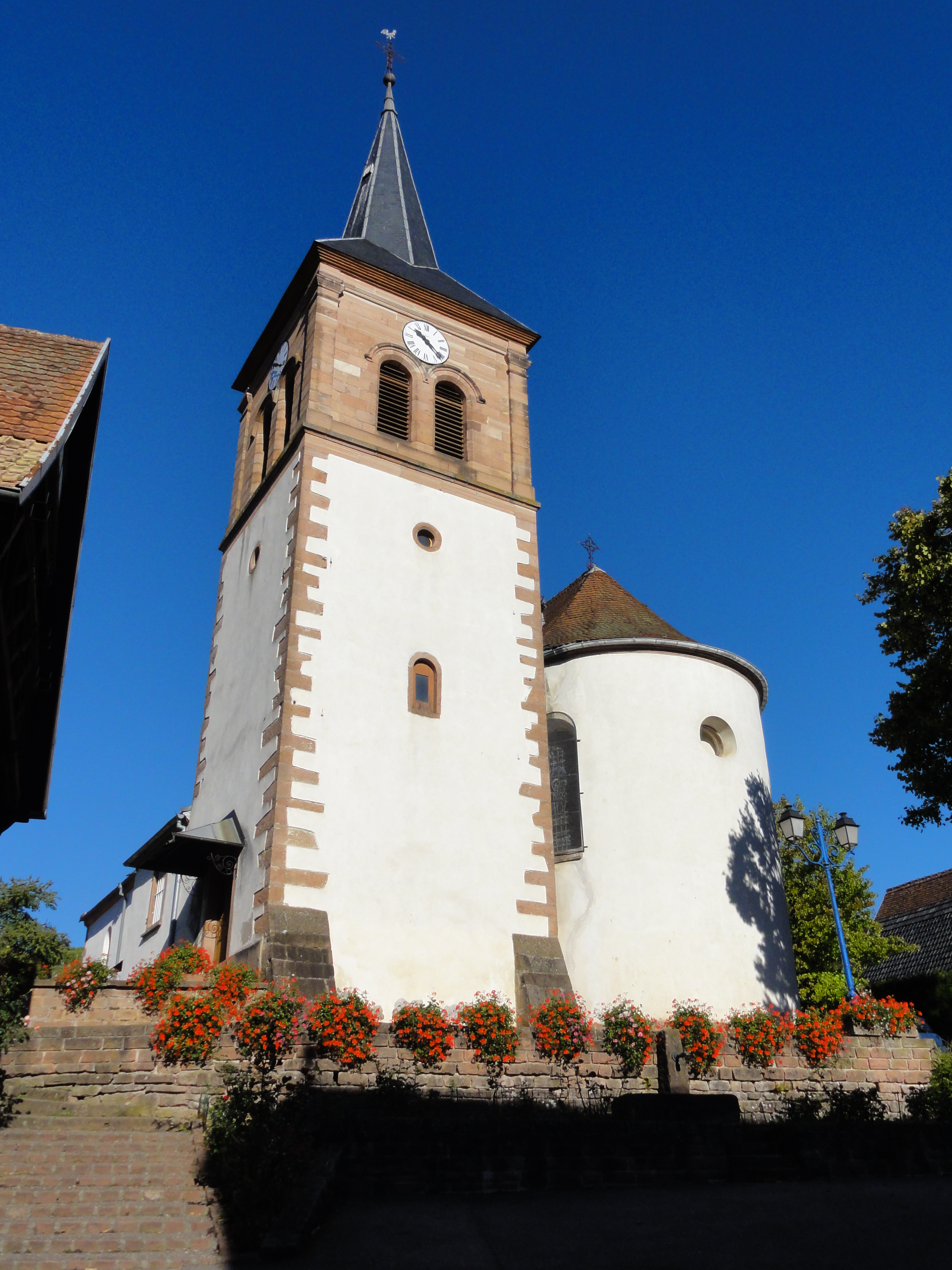
Kirche St-Wendelin in Erlenbach

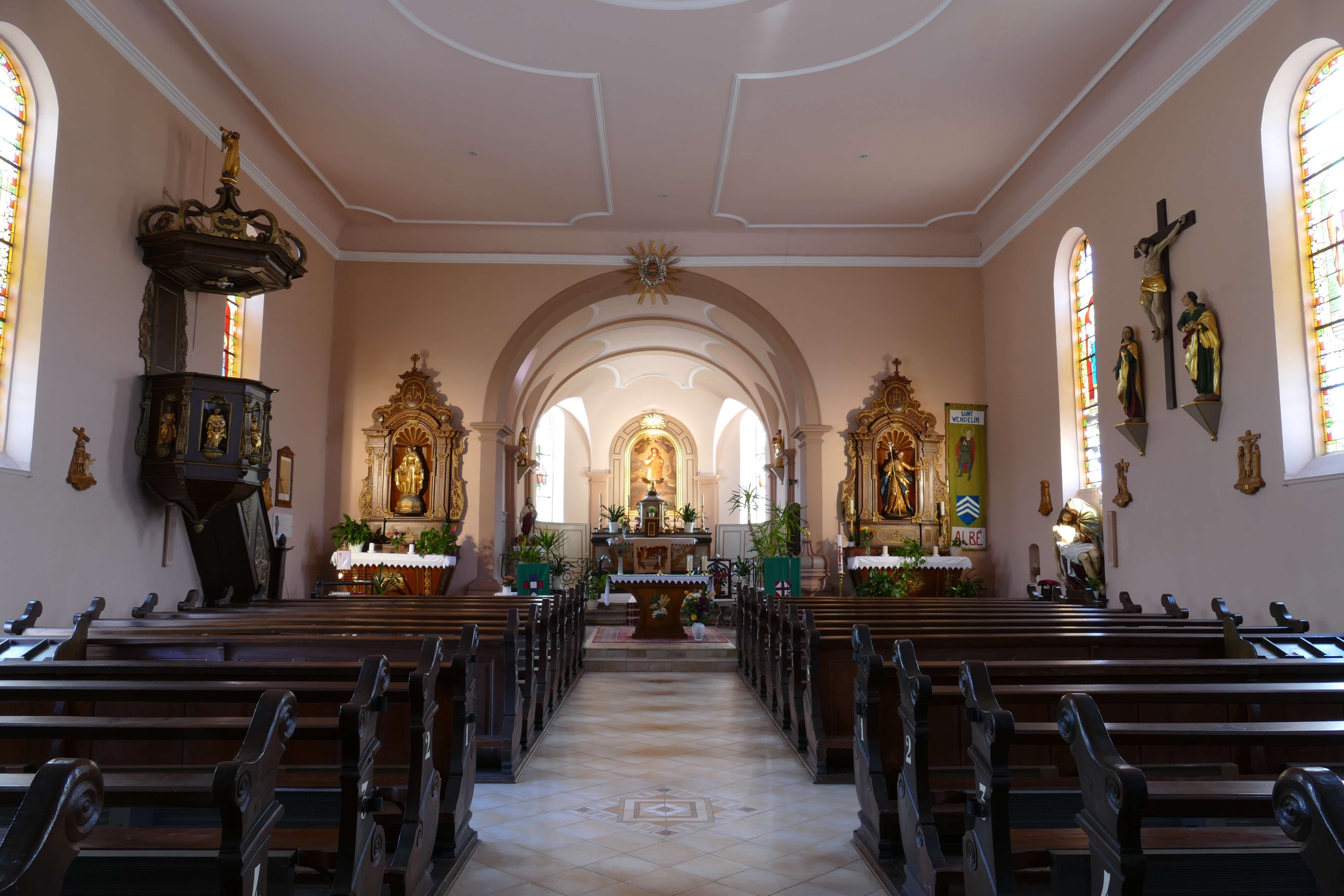
Innenansicht

Die katholische Kirche St-Wendelin in Albé, einer französischen Gemeinde im Département Bas-Rhin in der Region Grand Est (bis 2015 Elsass), wurde im dritten Viertel des 18. Jahrhunderts errichtet und Ende des 19. Jahrhunderts verändert. 
Die dem heiligen Wendelin geweihte Kirche wurde an der Stelle eines Vorgängerbaus aus dem Jahr 1578 errichtet, da die Kapelle für die wachsende Anzahl der Gemeindemitglieder zu klein geworden war. Das Dorf Erlenbach gehörte seit langem zur Pfarrei in Villé. 
Der Unterbau des Turmes stammt noch vom Vorgängerbau. Das barocke Kirchenschiff entstand 1752. Der verputzte Saalbau besitzt einen Chor mit halbrundem Abschluss. Die Sakristei wurde später zwischen dem Turm und dem Chor angebaut. Das vierachsige Kirchenschiff wird von Rundbogenfenstern erhellt und von einer Flachdecke abgeschlossen.  
Im Jahr 1864 wurde der Glockenturm nach Plänen des Architekten Antoine Ringeisen erhöht.

## Ausstattung
- Hölzerne Kanzel aus der Erbauungszeit der Kirche mit der Darstellung der Apostel am Kanzelkorb
- Taufbecken aus Stein
- Drei Altäre aus dem 18. Jahrhundert

## Bleiglasfenster
Die Bleiglasfenster im Schiff und im Chor stammen aus dem Jahr 1881 und stellen Heilige dar: Richardis, Odilia, Arbogast von Straßburg, Anna, Florentius von Straßburg und Josef von Nazaret. Sie wurden in der Werkstatt von Hoener Père et Fils in Nancy geschaffen.

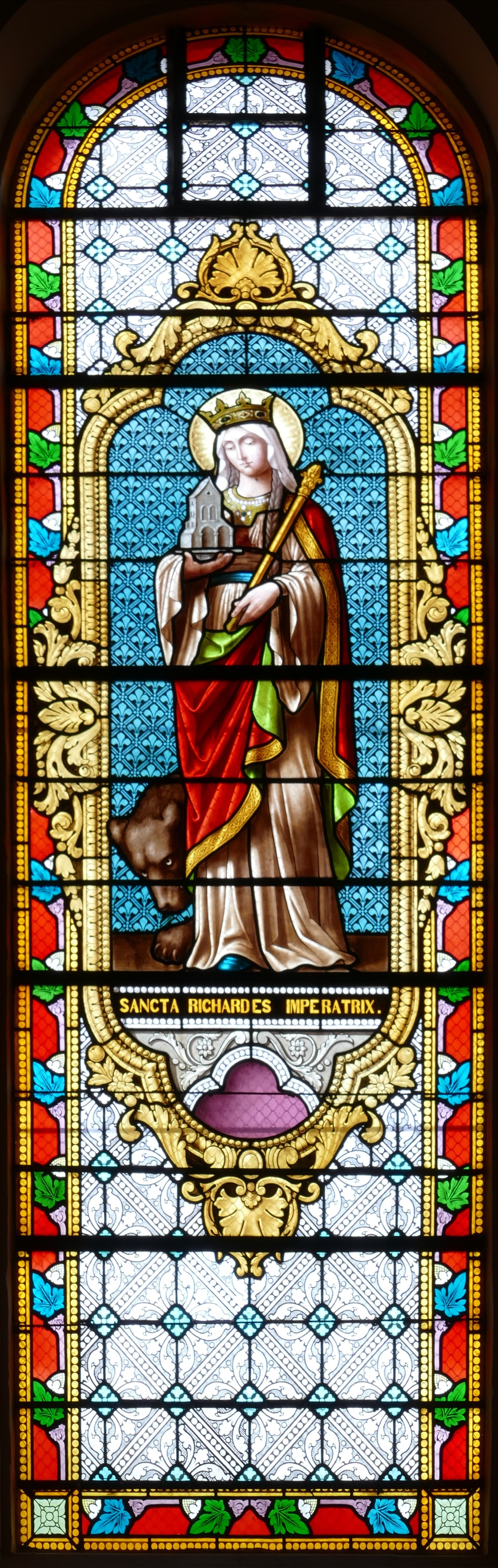
Heilige Richardis
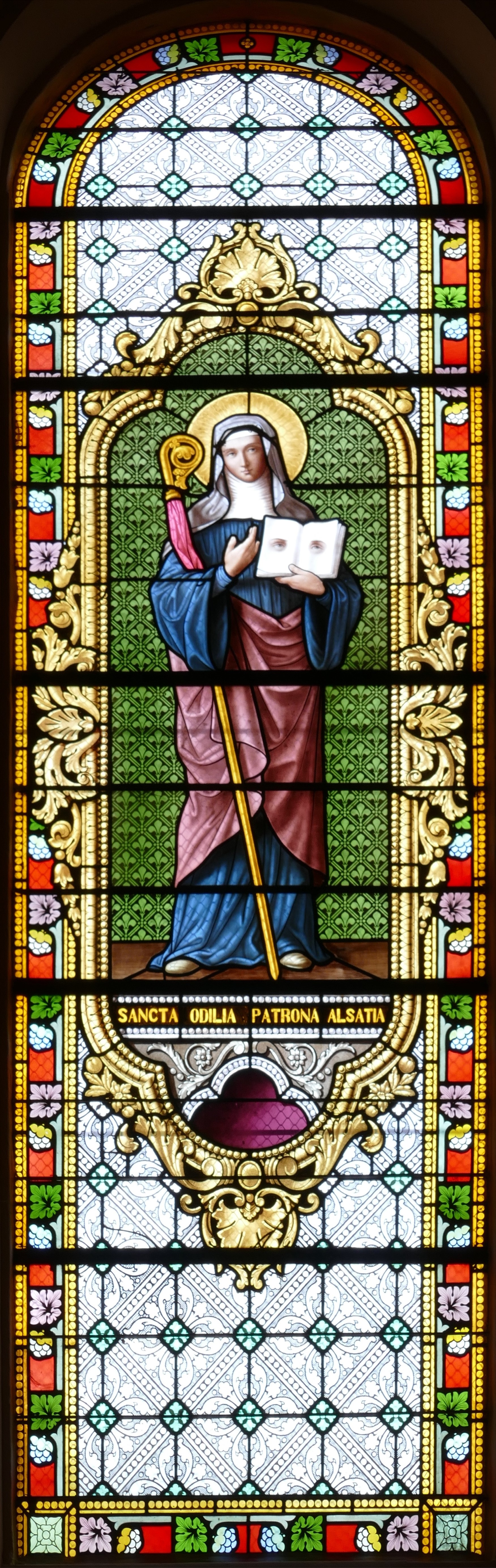
Heilige Odilia
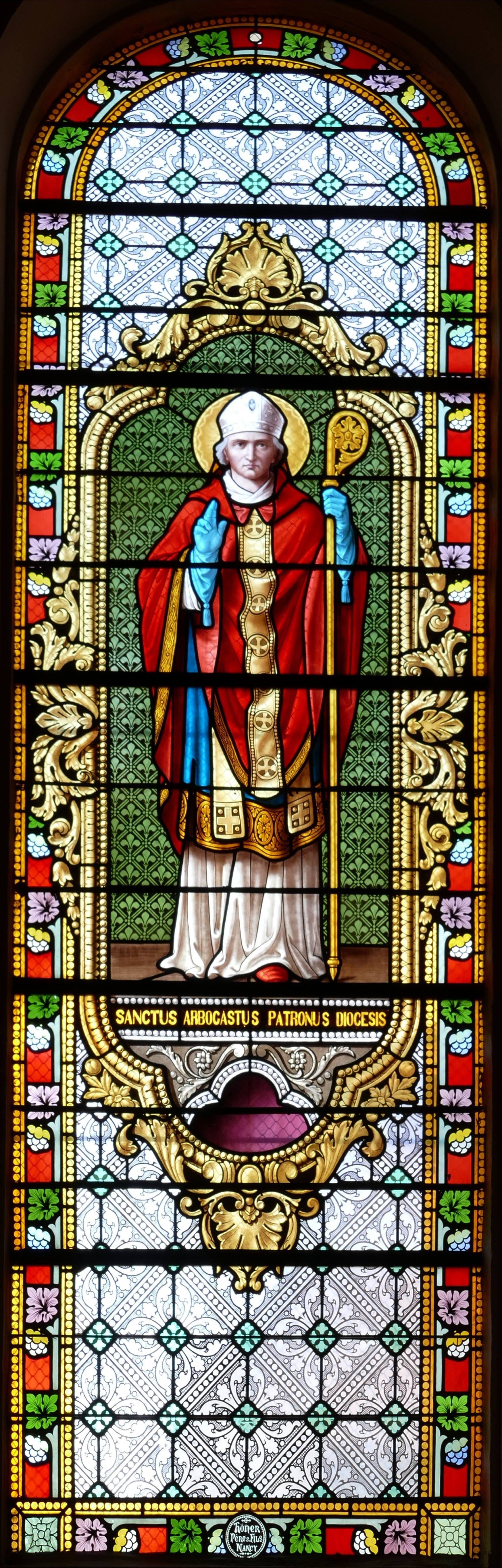
Heiliger Arbogast
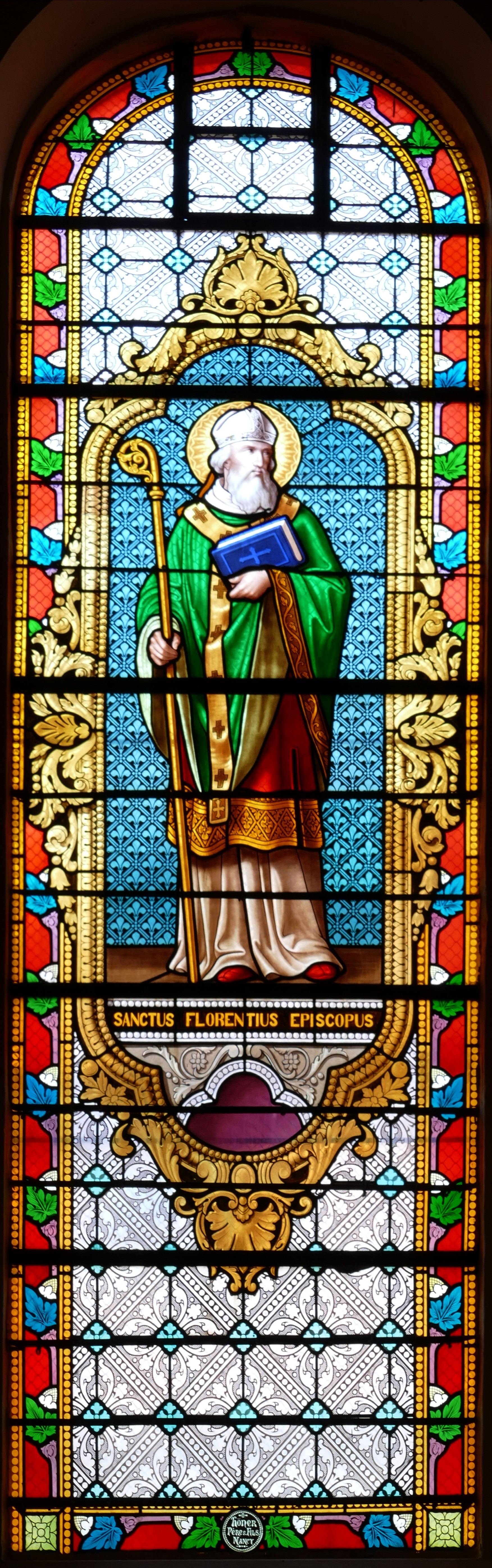
Heiliger Florentius